# Sinar Danau
Sinar Danau is een bestuurslaag in het regentschap Ogan Komering Ulu Selatan van de provincie Zuid-Sumatra, Indonesië. Sinar Danau telt 1019 inwoners (volkstelling 2010).